# أبا السعود
أبا السعود هو مركزٌ سعوديٌ تابعٌ لمحافظة نجران التابعة لمنطقة نجران، في المملكة العربية السعودية. المركز من الفئة (أ)، ورمزه 2406 حسب دليل الترميز الموحد للمناطق الإدارية بالمملكة العربية السعودية.